# Juniperus californica
Juniperus californica (яловець каліфорнійський) — вид хвойних рослин родини кипарисових.

## Поширення, екологія
Країни зростання: Мексика (Нижня Каліфорнія); США (Аризона, Каліфорнія, Невада). Проживає на висотах (270)750–1200(1600) метрів над рівнем моря на сухих, кам'янистих схилах і плато. У більшій частині ареалу є довгий, сухий літній період а дощі йдуть тільки взимку.

## Морфологія

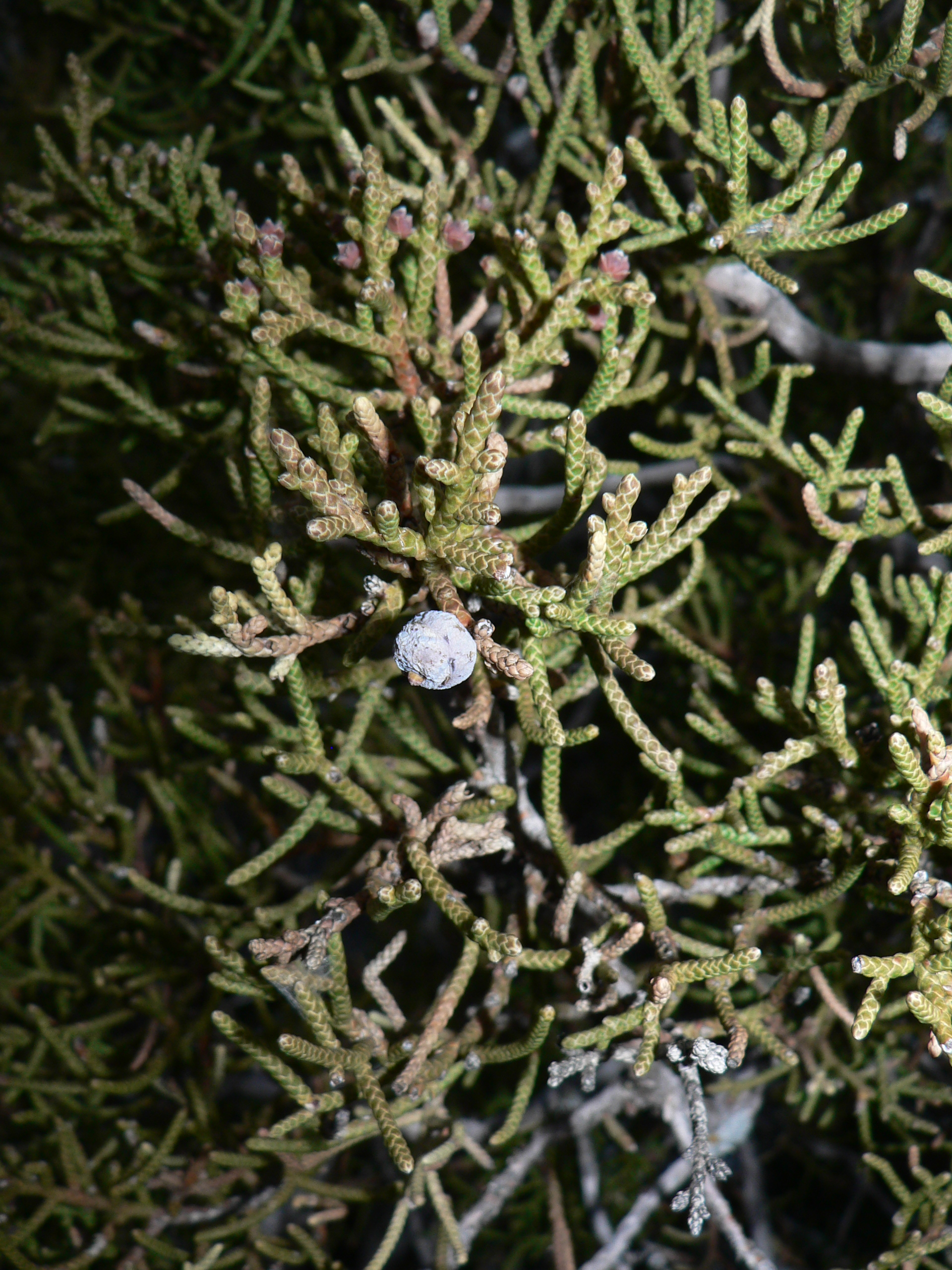
Плоди

Це кущі або дерева, дводомні (рідко однодомні), до 8 метрів, багатостовбурні (рідко одностовбурні); крона округла. Кора сіра, лущиться на тонкі смужки. Гілки від розлогих до висхідних. Листя світло-зелене, батогоподібні листки 3–5 мм, не тьмяні зверху; лускоподібні листки 1–2 мм, не перекривається, або рідко перекриття на ≈ 1/5 їх довжини, як правило, плоскі, вершина від гострої до тупої. Шишки зріють 1 рік, кулясті, (7)9–10(13) мм, синювато-коричневі, тьмяні, волокнисті, з 1(2) насінням. Насіння 5–7 мм.

## Використання
Комерційне використання не зафіксовано. Іноді використовується в садах для озеленення і для навчання мистецтва бонсаю в Каліфорнії, США.

## Загрози та охорона
Цей вид може бути вбитий пожежами, але він часто росте в скелястих місцях, куди пожежі мають менше шансів досягти. Ялівець присутній у кількох ПОТ.